# Milan Latin Jazz Quartet
Il Milan Latin Jazz Quartet nasce nel 2008 come evoluzione del progetto iniziale denominato Latin Jass Quartet, frutto della collaborazione tra il trombettista jazz Raffaele Kohler e Massimo Bove. L’intento dichiarato del gruppo fin dalle origini è stato quello di conferire una sensibilità italiana alla tradizione del jazz latino.
La formazione si consolida con l’ingresso di altri due musicisti professionisti: Alessandro Sicardi, alla chitarra e al basso, e Davide Marzagalli, alle percussioni. In questa prima fase vengono composti e registrati due brani originali: Sentimento Latino e Navy Blue, successivamente distribuiti a emittenti radiofoniche internazionali. Il debutto ufficiale avviene nell’ottobre del 2008 all’interno del programma radiofonico Jazz Latino Ahora, condotto da Jim Benítez sull’emittente statunitense WNEZ. È proprio Benítez, in quell’occasione, assegnò per la prima volta al gruppo il nome Milan Latin Jazz Quartet, denominazione che sarà poi adottata stabilmente.
La positiva accoglienza ottenuta con la prima trasmissione motiva il gruppo a procedere rapidamente alla realizzazione di un album completo. Nel giro di poche settimane, il quartetto entra in studio a Milano per registrare, in un'unica sessione, una serie di brani originali che andranno a comporre il loro primo lavoro discografico, intitolato Sentimento Latino. Oltre alle composizioni di Massimo Bove, l’album include brani firmati da Raffaele Kohler e Alessandro Sicardi. Durante la registrazione si unisce alla formazione anche il bassista Lino Grasso.
Il disco viene presentato ufficialmente nel marzo 2009 nel programma Panorama del Jazz, condotto da Roberto Aymes e trasmesso dalla Città del Messico. A partire da questa data, Sentimento Latino inizia a circolare su numerose emittenti radiofoniche internazionali specializzate in jazz e world music, tra cui PBS 106.7 FM (Australia), KUVO Jazz89 (Colorado, USA), Radio CFBX (Canada), WRUV 90.1 FM (Vermont, USA), KRTU Jazz 91.7 FM (Texas), Shonan Beach FM (Giappone), WWOZ 90.7 FM (New Orleans), SWR2 Musikpassagen (Germania), Radio Russia Culture (Mosca), Radio 3 RTVE (Spagna), Jazz After Hours di Jim Wilke (USA), KVMR 85.9 FM (California), Radio FM Urquiza (Argentina), Radio Active 89 FM (Nuova Zelanda), e molte altre.
Il repertorio del Milan Latin Jazz Quartet si inserisce nell’ambito del Latin jazz, con una forte influenza delle sonorità afrocubane e brasiliane. Una delle caratteristiche distintive del gruppo è l’integrazione di elementi melodici e ritmici della tradizione italiana. Particolarmente singolare è l’impiego dello scacciapensieri (o maranzano), strumento tradizionale siciliano, inserito nel brano Jealousy, dove viene utilizzato in un contesto jazzistico latino, raramente esplorato in tali forme.
Nonostante un'unica pubblicazione ufficiale, il Milan Latin Jazz Quartet è stato citato nella trilogia sulla storia del jazz latino scritta dal musicologo e scrittore belga Luc Delannoy, riconoscimento che ne attesta l’originalità e il rilievo nel panorama internazionale.

## Discografia
- Sentimento Latino (2009) BKD Productions